# Арідане Ернандес
Арідане Ернандес (ісп. Aridane Hernández, нар. 23 березня 1989, Туїнехе) — іспанський футболіст, захисник, фланговий півзахисник клубу «Осасуна».

## Ігрова кар'єра
Народився 23 березня 1989 року в місті Туїнехе. Вихованець юнацьких команд футбольних клубів «Реал Вальядолід», «Реал Мадрид» та «Фуертевентура».
У дорослому футболі дебютував 2008 року виступами за команду «Реал Вальядолід Б», в якій провів два сезони: так й не пробившись до основної команди.
Згодом грав у третьому і чевертому дивізіонах іспанського футболу за команди «Сеута», «Алавес», «Корралейо», «Ельденсе» та «Кадіс».
З останньою командою в сезоні 2015/16 виборов підвищення до Сегунди, а за рік приєднався до іншої друголігової команди, «Осасуни». З нею за результатами сезону 2018/19 пробився до Ла-Ліги і продовжив захищати кольори «Осасуни» вже в елітному іспанському дивізіоні.